# بيل ليندسي
بيل ليندسي (بالإنجليزية: Bill Lindsay)‏ هو لاعب هوكي الجليد أمريكي وكندي، ولد في 17 مايو 1971 في Fernie, British Columbia ‏ في كندا.

## وصلات خارجية
- بيل ليندسي على موقع دوري الهوكي الوطني (الإنجليزية)
- بيل ليندسي على موقع قاعة مشاهير الهوكي (لاعب أن.إتش.أل) (الإنجليزية)
- بيل ليندسي على موقع EliteProspects.com (الإنجليزية)
- بيل ليندسي على موقع HockeyDB.com (الإنجليزية)
- بيل ليندسي على موقع Hockey-Reference.com (الإنجليزية)